# Тапероа (Баия)
Тапероа (порт. Taperoá) — муниципалитет в Бразилии, входит в штат Баия. Составная часть мезорегиона Юг штата Баия. Входит в экономико-статистический микрорегион Валенса. Население составляет 15 121 человек на 2006 год. Занимает площадь 408,576 км². Плотность населения — 37,0 чел./км².

## История
Город основан в 1569 году.

## Статистика
- Валовой внутренний продукт на 2003 год составляет 30 563 210,00 реалов (данные: Бразильский институт географии и статистики).
- Валовой внутренний продукт на душу населения на 2003 год составляет 1972,58 реалов (данные: Бразильский институт географии и статистики).
- Индекс развития человеческого потенциала на 2000 год составляет 0,606 (данные: Программа развития ООН).